# Deutsche Organisierte Tätowierer
Deutsche Organisierte Tätowierer e. V. (DOT) ist der älteste, offizielle Berufsverband professioneller Tätowierer in Deutschland. Er ist der Initiator für Hygienestandards im deutschen Tätowiergewerbe.

## Geschichte

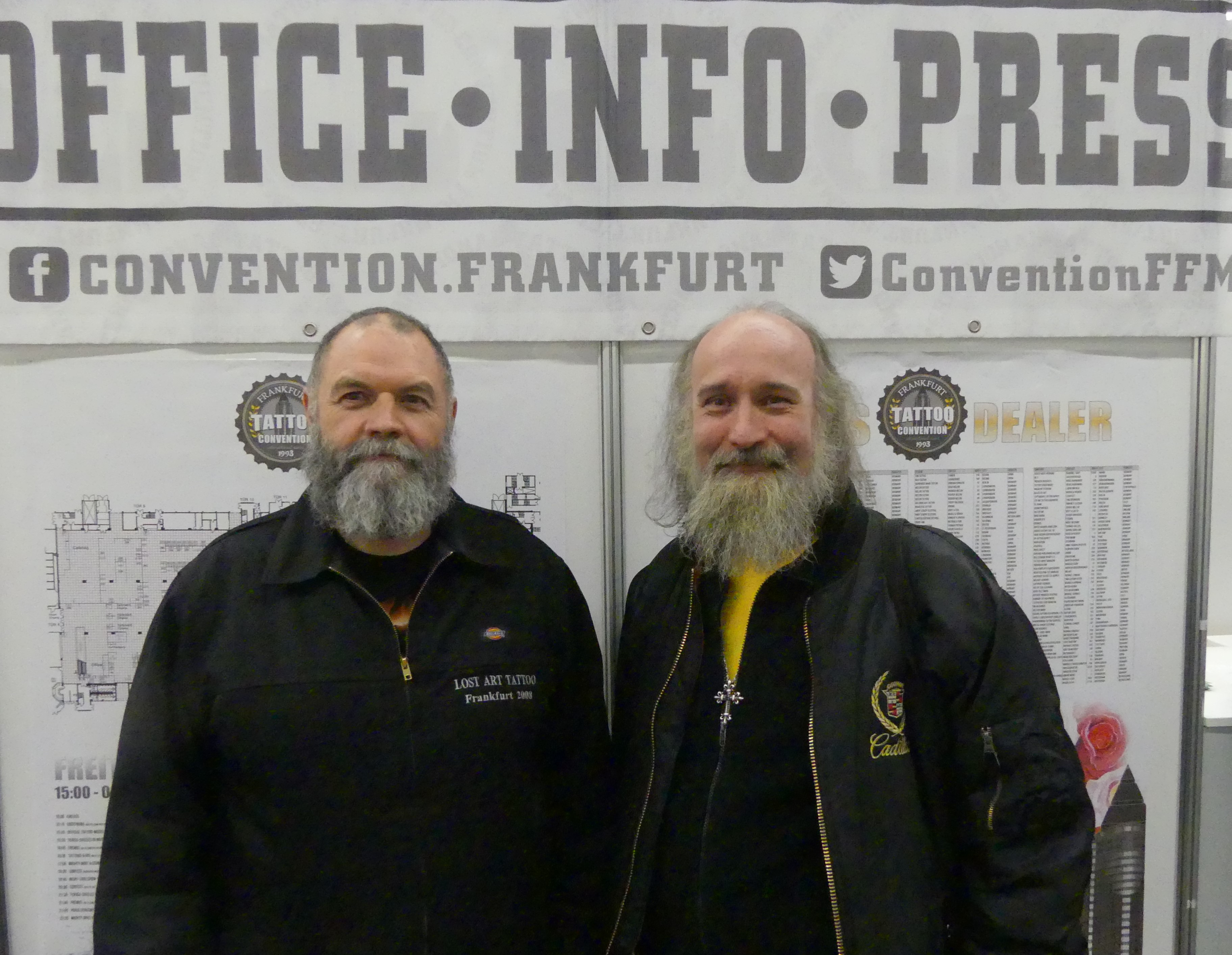
Zwei Gründungsmitglieder des DOT, Thommy Köhler & Herry Nentwig 2019

Der DOT wurde im Jahr 1995 gegründet. Zu den Gründungsmitgliedern zählten Tommy Köhler, Dieter Zalisz, Hans-Joachim Monien (Hängo), Ralf Guttermann (†), sowie Heribert Nentwig (Herry), der zugleich erster Präsident der Europäischen Vereinigung der Tätowierer (UETA) war. In Zusammenarbeit mit dem Hygiene-Institut Gießen hat Nentwig Richtlinien zur Hygiene und Sterilisation im Tätowierbetrieb entwickelt. „Wer im DOT aufgenommen werden will, muss mindestens einmal an einem Hygiene-Seminar teilgenommen haben, fünf Jahre Berufserfahrung und künstlerische Begabung vorweisen können.“  Die Mitglieder des DOT lassen sich alle drei Jahre hinsichtlich ihrer Hygiene-Standards prüfen.

## Initiativen
Im Jahr 2004 initiierte der DOT die Gründung der U.E.T.A. (United European Tattoo Artists) als überregionale Vereinigung für die Belange europäischer Tätowierer.

## Ziele
Der DOT setzt sich in erster Linie für Hygienestandards sowie Qualitäts- und Erfahrungsaustausch zwischen seinen gelisteten Mitgliedern ein. Ferner sind die Ziele, die Tätowierkunst zu pflegen und zu fördern und die Zusammenarbeit mit der Presse, speziell mit den Fachmagazinen, und den anderen Medien zu pflegen.

## Hygienerichtlinien

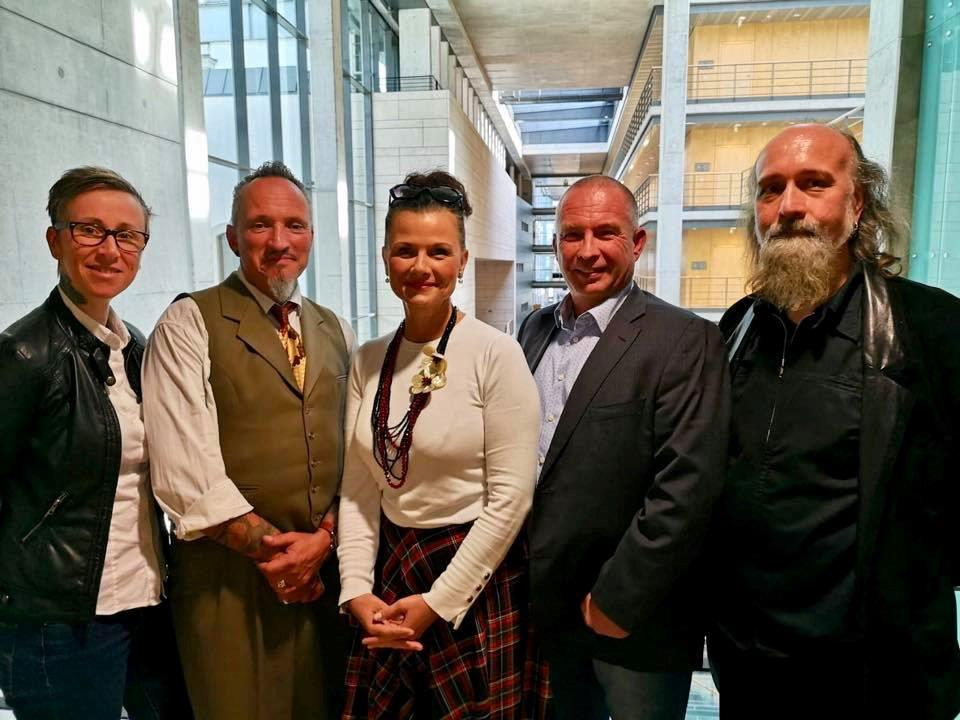
DOT-Vorstand mit Gitta Connemann (Mitte) und Herry Nentwig (rechts)

Bereits in den 1990er Jahren erkannte der damalige Vorstand Herry Nentwig die Bedeutung der Hygiene für das Tätowiergewerbe und führte, unter Beteiligung eines Facharztes für Hygiene, die ersten Fortbildungsveranstaltungen durch. 1998 fand erstmals in Deutschland ein Hygieneseminar im Frankfurter Marriot Hotel für Tätowierer statt, das im Auftrag des DOT von Herry Nentwig organisiert wurde. Gleichzeitig erarbeitete Nentwig auch die schriftlichen Richtlinien zur Hygiene beim Tätowieren. Dieser erste Entwurf gelangte im Jahr 2008 in einer Auflage von 5000 Stück zum Druck und war innerhalb von drei Jahren vergriffen, sodass 2011 ein angepasster Nachdruck präsentiert wurde; 2017 erschien die 4. Auflage. Die Kurse für den Erwerb der Sachkunde Teil I & II, gemäß Infektionshygiene-Verordnungen der Länder werden von Herry Nentwig organisiert und der U.E.T.A. durchgeführt. Der AWMF (Arbeitskreis Krankenhaus- und Praxishygiene) hat 2010 diese Hygienerichtlinien übernommen. Der DOT hält laufend Verbindung mit den zuständigen Stellen und auch mit der Politik.

### Wissenschaftlicher Beirat
Leiter des wissenschaftlichen Beirates des DOT ist der promovierte Humanmediziner Andreas Winkens; er ist zudem Leiter eines Labors, das schon seit Jahren im Bereich Tätowierfarben zertifiziert ist und Mitglied im wissenschaftlichen Beirat des deutschen Allergie- und Asthmabundes. Zum Beirat gehören ferner der promovierte Ingenieur Bernhard Küter, sowie der Hochschullehrer und Arzt Burkhard Wille, Institut für Krankenhaushygiene und Infektionskontrolle Gießen.

„Das Bundesamt für Risikobewertung rät, sich möglichst an professionelle Tätowiererinnen und Tätowierer in Deutschland zu wenden, die sich in Dachverbänden wie dem Tattooverband ‚Deutsche Organisierte Tätowierer‘ oder dem ‚United European Tattoo Artists e. V.‘ zusammengeschlossen haben.“